# 1611
| [ Edytuj tabelę ]              | |
| Król Polski                    | - 1587 Zygmunt III Waza 1632 |
| Współksiążęta Andory           | - 1610 Bernat de Salba i Salba 1622 - 1610 Ludwik XIII 1643                                                                                      |
| Król Anglii i Szkocji          | - 1603 Jakub I 1625 |
| Elektor Brandenburgii          | - 1608 Jan Zygmunt 1619 |
| Książę Bawarii                 | - 1597 Maksymilian I Bawarski 1623 |
| Sułtan Brunei                  | - 1605 Hassan 1619 |
| Cesarz Chin                    | - 1572 Wanli 1620 |
| Król Czech                     | - 1576 Rudolf II Habsburg 1611 - 1611 Maciej Habsburg 1619                                                                                       |
| Król Danii                     | - 1588 Chrystian IV 1648 |
| Dalajlama                      | - 1589 Jonten Gjaco 1616 |
| Cesarz Etiopii                 | - 1606 Susnyjos I 1632 |
| Król Francji                   | - 1610 Ludwik XIII 1643 |
| Król Hiszpanii                 | - 1598 Filip III 1621 |
| Landgraf Hesji-Kassel          | - 1592 Maurycy Uczony 1627 |
| Stadhouder Holandii            | - 1584 Maurycy Orański 1625 |
| Szach Iranu                    | - 1587 Abbas I Wielki 1629 |
| Państwo Wielkich Mogołów       | - 1605 Dżahangir 1627 |
| Król Irlandii                  | - 1603 Jakub I Stuart 1625 |
| Cesarz Japonii                 | - 1586 Go-Yōzei 1611 - 1611 Go-Mizunoo 1629 |
| Kalif                          | - 1603 Ahmed I 1617 |
| Patriarcha Konstantynopola     | - 1607 Neofit II 1612 |
| Władca Korei                   | - 1608 Kwanghaegun 1623 |
| Książę Kurlandii i Semigalii   | - 1587 Fryderyk Kettler 1642 - 1587 Wilhelm Kettler 1616                                                                                         |
| Książę Liechtensteinu          | - 1608 Karol I 1627 |
| Król Nawarry                   | - 1610 Ludwik XIII 1643 |
| Król Norwegii                  | - 1588 Chrystian IV 1648 |
| Sułtan Omanu                   | - 1560 Abd Allah ibn Muhammad 1624 |
| Elektor Palatynatu             | - 1610 Fryderyk V 1623 |
| Papież                         | - 1605 Paweł V 1621 |
| Książę Parmy i Piacenzy        | - 1592 Ranuccio I 1622 |
| Król Portugalii                | - 1598 Filip II 1621 |
| Książę w Prusach               | - 1568 Albrecht Fryderyk 1618 - 1608 Jan Zygmunt 1620                                                                                            |
| Car Rosji                      | - 1610 Władysław IV Waza 1613 |
| Cesarz Rzymski (niemiecki)     | - 1576 Rudolf II Habsburg 1612 |
| Kapitanowie Regenci San Marino | - 1610 Gio. Andrea Belluzzi Sebastiano Onofri 1611 - 1611 Pier Marino Cionini Annibale Gozi 1611 - 1611 Francesco Bonelli Belluzzo Belluzzi 1612 |
| Elektor Saksonii               | - 1591 Krystian II Wettyn 1611 - 1611 Jan Jerzy I Wettyn 1656                                                                                    |
| Król Szkocji                   | - 1567 Jakub VI 1625 |
| Król Szwecji                   | - 1599 Karol IX Waza 1611 - 1611 Gustaw II Adolf 1632                                                                                            |
| Król Tajlandii                 | - 1610 Si Saowaphak 1611 - 1611 Songtham 1628 |
| Sułtan Turków                  | - 1603 Ahmed I 1617 |
| Doża Wenecji                   | - 1606 Leonardo Donato 1612 |
| Król Węgier                    | - 1608 Maciej 1619 |
| Książęta Wirtembergii          | - 1608 Jan Fryderyk 1628 |

Rok 1611 / MDCXI
stulecia: XVI wiek ~
XVII wiek ~
XVIII wiek

lata: 1601 «
1606 «
1607 «
1608 «
1609 «
1610 «
1611
» 1612
» 1613
» 1614
» 1615
» 1616
» 1621

## Wydarzenia w Polsce
- 30 czerwca – w lochach wileńskiego ratusza wykonano wyrok śmierci na włoskim kalwiniście Franco de Franco.
- 2 i 3 lipca – w Wilnie doszło do zamieszek na tle religijnym podczas których katoliccy fanatycy spalili ewangelicki kościół a w wyniku pobicia zmarł minister ewangelicki Marcin Tertulian[1].
- 26 września-9 listopada – w Warszawie obradował sejm zwyczajny[2].
- 28 października – król Zygmunt III Waza podniósł do rangi uniwersytetu kolegium jezuitów w Poznaniu.
- 29 października – tryumfalny wjazd do Warszawy hetmana Stanisława Żółkiewskiego, zwycięzcy spod Kłuszyna; wiódł ze sobą m.in. jeńców z rodu Szujskich (zdetronizowanego cara Wasyla IV i jego braci), których na sejmie warszawskim zmusił do złożenia hołdu królowi Zygmuntowi III Wazie.
- 16 listopada – przed kościołem św. Anny w Warszawie elektor brandenburski Jan Zygmunt Hohenzollern złożył hołd lenny Zygmuntowi III Wazie.
- 16 listopada – w Warszawie z powodów religijnych skazano na śmierć Iwana Tyszkiewicza członka wspólnoty braci polskich. Po ucięciu języka oraz ręki i nogi jego ciało spalono na stosie[3][4].
- W Boronowie, wiosce leżącej na terenie ziemi lublinieckiej wybudowany zostaje drewniany kościół na planie krzyża greckiego. Jest to pierwszy tego typu kościół na Śląsku.
- Zawarto rozejm (między Polską a Szwecją) spowodowany śmiercią Karola IX i kłopotami Polski w wojnie z Rosją – prawie całe Inflanty do Szwecji.

## Wydarzenia na świecie
- 7 stycznia – wykonano wyroki śmierci na wspólnikach zbrodni księżnej węgierskiej Elżbiety Batory.
- 19 marca – w Moskwie doszło do wybuchu powstania zbrojnego kierowanego przez kupca Kuźmę Minina i księcia Dymitra Pożarskiego przeciwko polskiej załodze Kremla. Polacy zostali wyparci z miasta Moskwy, jednak utrzymali się na terenie moskiewskiego Kremla.
- 28 kwietnia – założono Uniwersytet św. Tomasza w Manili, najstarszy działający nieprzerwanie na kontynencie azjatyckim.
- 2 maja – ukazała się drukiem Biblia króla Jakuba, protestancki przekład Pisma Świętego na język angielski.
- 3 maja – atak wojsk Chrystiana IV na szwedzki Kalmar rozpoczął wojnę kalmarską.
- 13 czerwca – wojna polsko-rosyjska: wojska polskie zdobyły Smoleńsk.
- 22 czerwca – geograf Henry Hudson i jego syn John wraz z ośmioma towarzyszami podróży zostali wysadzeni ze statku przez zbuntowaną załogę w dzisiejszej Zatoce Hudsona.
- 30 października – Gustaw II Adolf został królem Szwecji.
- 1 listopada – premiera romansu Burza Williama Szekspira.

## Urodzili się
- 28 stycznia – Jan Heweliusz, polski astronom (zm. 1687).
- 16 lipca – Cecylia Renata Habsburżanka, królowa polska, żona Władysława IV Wazy (zm. 1644)
- 18 sierpnia – Ludwika Maria Gonzaga, królowa polska, żona Władysława IV Wazy i Jana II Kazimierza Wazy (zm. 1667)
- 20 września – Joachim Pastorius, polski historyk, sekretarz królewski, pisarz, lekarz, arianin a następnie duchowny katolicki, kanonik warmiński (zm. 1681)

- data dzienna nieznana:
- Magdalena z Nagasaki, japońska tercjarka, męczennica, święta katolicka (zm. 1634)

## Zmarli
- 29 marca – Szymon Syreński (Syreniusz), botanik, najwybitniejszy z polskich zielnikarzy (ur. ok. 1540)
- 22 lub 25 kwietnia – Jan Potocki, generał ziem podolskich, pisarz polny koronny (ur. ok. 1552)
- 27 sierpnia – Tomás Luis de Victoria, hiszpański kompozytor (ur. 1548)
- 17 września – Johannes Corputius, niderlandzki inżynier, dowódca wojskowy i kartograf (ur. kwiecień 1542)
- 30 października – Karol IX Sudermański, król Szwecji (ur. 1550)

## Święta ruchome
- Tłusty czwartek: 10 lutego
- Ostatki: 15 lutego
- Popielec: 16 lutego
- Niedziela Palmowa: 27 marca
- Wielki Czwartek: 31 marca
- Wielki Piątek: 1 kwietnia
- Wielka Sobota: 2 kwietnia
- Wielkanoc: 3 kwietnia
- Poniedziałek Wielkanocny: 4 kwietnia
- Wniebowstąpienie Pańskie: 12 maja
- Zesłanie Ducha Świętego: 22 maja
- Boże Ciało: 2 czerwca